# Sean Michaels
Pour les articles homonymes, voir Sean Michaels (homonymie) et Michaels.
Ne doit pas être confondu avec Sean-Michael Stephen, Sean Michael McClain ou Shawn Michaels.
Sean Michaels, né le 20 février 1958 à Brooklyn, est un réalisateur, producteur et acteur de films pornographiques américain.

## Biographie
Sean Michaels est dans l'industrie du X depuis 1989, il s'est spécialisé dans le style Interracial. Il a un pénis de 25 centimètres "10 inch". A commencé à jouer avec de grandes actrices comme Tami Monroe, Emile Pivron, Ashlyn Gere, Chessie Moore ou Silvia Saint.
Sean Michaels a réalisé les séries "Up Your Ass" #1-#8 (1996) et "We Go Deep" (1999) et créé sa société Sean Michaels International.
En 2003 l'organisation de catch World Wrestling Entertainment lui demande de changer son nom parce que celui-ci ressemble à Shawn Michaels. Mais il avait enregistré son nom comme une marque. Sean Michaels refuse de renoncer à sa marque déposée depuis 14 ans.
En 2008 il était invité d'honneur aux Urban X Awards.
Il est dans l'AVN Hall of Fame& XRCO Hall of Fame.
Dans la liste de ses nombreuses partenaires devant la caméra on trouve les Françaises Béatrice Valle, Babette, Coralie, Rebecca Lord, Barbara Doll, Liza Harper, Illona, Chipy Marlow, Melissa Lauren, Katsuni et Lou Charmelle.

## Récompenses
- 1993 : XRCO award, Best Anal Sex Scene for Arabian Nights
- 1993 : XRCO Woodsman of the Year
- 1996 : AVN Best Group Sex Scene - Video for World Sex Tour 1
- 1998 : XRCO Best Anal or DP Scene for Tushy Heaven
- 1999 : AVN award, Best Group Sex Scene - Video for Tushy Heaven (Alisha Klass, Samantha Stylles, Halli Ashton, Wendy Knight)
- 1999 : Best Anal Sex Scene - Video (Samantha Stylles, Alisha Klass)
- 2010 : AVN Award – Best Double Penetration Sex Scene – Bobbi Starr & Dana DeArmond's Insatiable Voyage

## Links
- Ressources relatives à l'audiovisuel :   - AllMovie
  - IMDb
- Ressources relatives à la pornographie :   - Adult Film Database
  - Internet Adult Film Database
- La biographie de Sean Michaels